# Heinrich von Staden
Heinrich von Staden (* 1545 in Ahlen; † unbekannt; nach 1578), auch Genrich Staden genannt, war ein deutscher Abenteurer, Schriftsteller und Diplomat.

## Leben

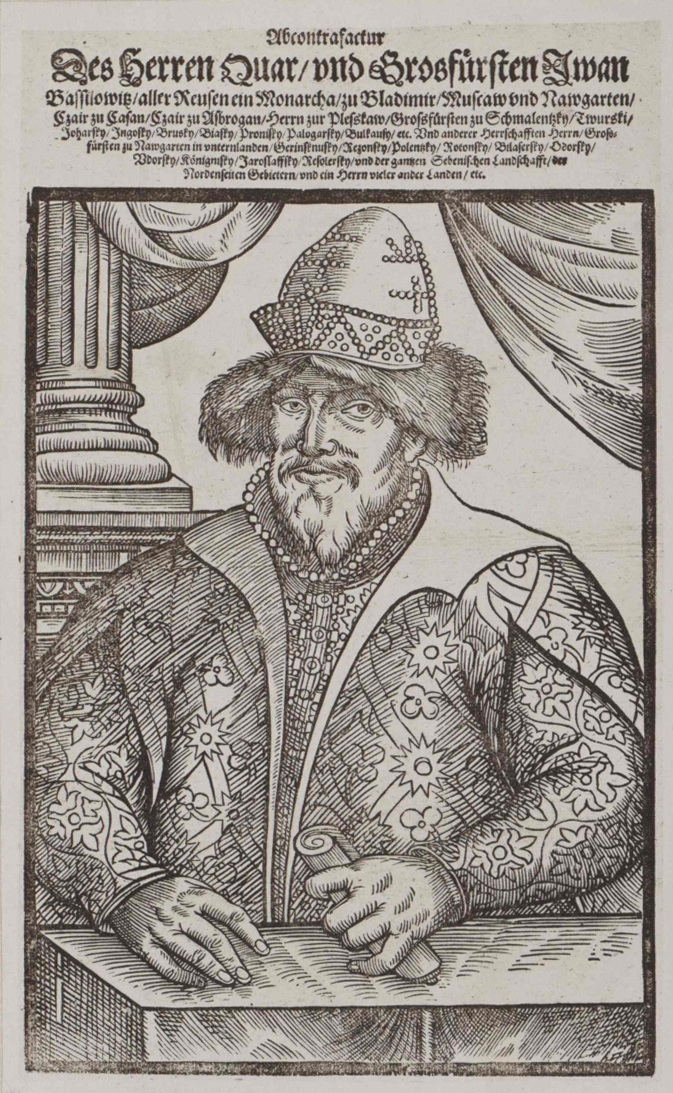
Porträt Iwans IV., Holzschnitt aus dem 17. Jahrhundert

Heinrich von Staden wollte Priester werden, erstach jedoch im Streit einen Mitschüler und emigrierte 1560 als Jugendlicher über Lübeck nach Livland, um der Strafverfolgung in seiner Heimat zu entgehen. In Riga kam er bei Verwandten unter, die ihm eine Stellung als Verwalter verschafften. Nachdem er kurze Zeit auf polnischer Seite in Dorpat in Kämpfe gegen Russland verwickelt war, wechselte er 1564 in den Dienst des russischen Zaren Ivan IV. Staden war einer der wenigen Ausländer, die den Opritschniki, dem Terrorkommando Iwan des Schrecklichen angehörten. Als Opritschnik wurde er Zeuge des Verhörs Johann Wilhelm von Fürstenbergs und nahm 1570 an der Strafexpedition gegen Nowgorod teil.
Nach der Auflösung der Opritschnina schied Staden 1572 aus dem Dienst des Zaren aus und blieb als Kaufmann in Russland, wo er neben Immobiliengeschäften und Pelzhandel, Geld mit dem Ausschank von Alkohol verdiente, was nur Ausländern gestattet war.
Ab vermutlich 1578 trat er als Diplomat in die Dienste des Grafen Georg Johann I. von Pfalz-Veldenz. Die Umstände seines Todes sind nicht überliefert.

## Werk
Auf Anregung von Rudolf II. verfasste er seinen Erlebnisbericht Von Westfalen nach Moskau. Mein Dienst in der Schreckenstruppe des Zaren Iwan. Es bildet neben seinen Aufzeichnungen über den Moskauer Staat, das auch eine Autobiographie enthält, sein Hauptwerk.